# Baldwin van Krakau
Baldwin van Krakau was tussen 1103 en 1109 de bisschop van Krakau. Hij was een Franse geestelijke uit Lotharingen en student van Ivo van Chartres. Koning Bolesław III van Polen nomineerde hem in 1102 voor het bisschopsambt, waarna hij in maart 1103 door Paus Paschalis II persoonlijk tot bisschop is gewijd. Baldwin speelde een cruciale rol in de totstandkoming van de vrede tussen de broers Zbigniew van Polen en Bolesław III van Polen.